# Narodna Socijalistička Republika Albanija
Narodna Socijalistička Republika Albanija je bilo službeno ime za Albaniju od 1976. do 1992. kad je Albanija bila socijalistička država. Od osnutka 1946. pa do 1976. Albanija je nosila naziv Narodna Republika Albanija.
Nakon što je mala Komunistička partija Albanije na čelu s Enverom Hoxom vodila relativno uspješan pokret otpora protiv Italije, te od 1943. godine protiv Njemačke, uspjeli su komunisti 1945. godine uspostaviti u Albaniji - tada uvjerljivo najnerazvijenijoj zemlji u Europi - komunističku diktaturu.
Pod desetljetnim Hoxinim vodstvom, Albanija je najprije kraće vrijeme bila u najbližem savezništvu s Jugoslavijom, a potom od Rezolucije Informbiroa sa Sovjetskim Savezom. Nakon što je povodom Intervencije Varšavskog ugovora u Čehoslovačkoj došlo do sukoba između Narodne Republike Kine i Sovjetskog Saveza, Albanija je postala usamljeni kineski saveznik u Europi. 
U situaciji kada su albanski komunisti branili odanost staljinističkoj viziji uz potporu daleke Kine, Albanija je postala izrazito izoliranom zemljom, u kojoj su bile zabranjene sve vjerske zajednice, a zemlja je bila vrlo militarizirana i pokrivena gustom mrežom betonskih bunkera. Usvajanje suvremenih tehnologija je bilo vrlo polagano i uglavnom u vojne svrhe: Albanija je ostajala gospodarski najzaostalijim dijelom Europe.
Osobe koje je režim ocijenio kao političke ili socijalne "neprijatelje" slalo se bez suđenja u radne logore ustrojene po uzoru na sovjetske Gulage, kroz koje su odmah nakon uspostave komunističke vlasti prošle stotine tisuće ljudi, koji su uz prisilni fizički rad dobivali dnevno tek 30 do 40 dekagrama kruha i oskudnu juhu. Kasnije se broj ljudi u logorima smanjio, ali su logori i nadalje služili za zastrašivanje i upokoravanje stanovništva. Kasnijih desetljeća "politički kriminalci" su nakon suđenja - uglavnom zbog "antidržavne agitacije" (tj., jer bi rekli nešto kritično o režimu) - bili osuđivani na kazne od minimalno 10 godina zatvora s prisilnim radom: jedan pregled daje podatke da je za 17.900 zabilježenih osuđenika bilo određeno ukupno 914.000 godina zatvora. Daljnjih oko 30 tisuća ljudi je poslano u logore za internaciju na temelju administrativnih odluka. Podatci o broju žrtava albanskog logorskog sustava danas se utvrđuju tek uz znatne poteškoće.
Nakon smrti Envera Hoxe 1985. god, vlast je preuzeo Ramiz Alia, novi generalni sekretar komunističke Albanske radničke partije. Pokušaji reformi koje je on pokušavao provesti nisu bili osobito uspješni. Nakon studentskih demonstracija, 11. studenog 1990. godine su komunisti dopustili osnivanje drugih političkih partija, te je već narednog dana osnovana u Tirani Demokratska stranka, koja će potom postati glavna oporbena snaga. U ožujku 1991. godine održani su izbori za Ustavotvornu skupštinu, na kojima će komunisti - makar je gospodarstvo i čitavo društvo Albanije bilo u stanju opće pomutnje - osvojiti 56,2 posto glasova, te 169 od 250 zastupničkih mjesta. Oporba je ukazivala da su izbori održani u okolnostima zastrašivanja stanovništva, te da nisu bili ni slobodni, ni pošteni.
Nakon štrajkova i demonstracija, komunisti su predali vlast Demokratskoj partiji, kojoj je na čelu bio Sali Berisha, liječnik (profesor kirurgije na medicinskom fakultetu) koji je do osnivanja Demokratske stranka i sam bio relativno istaknuti komunist (šef partijske organizacije na važnom Medicinskom fakultetu u Tirani). Makar je Demokratska stranka očito bila predvođena komunističkim kadrovima i povezana sa službama sigurnosti iz komunističkog doba, osigurala je postupno napuštanje komunističkog načina vladavine i otvaranje prema svijetu.